# فریسکو (آلاباما)
فریسکو (به انگلیسی: Frisco) یک منطقهٔ مسکونی در ایالات متحده آمریکا است که در شهرستان کافی، آلاباما واقع شده‌است. فریسکو ۱۲۰٫۰۹ متر بالاتر از سطح دریا قرار دارد.